# Why Pick on Me? (1937)
Why Pick on Me? é um filme de comédia produzido no Reino Unido e lançado em 1937.